# Royal Match
 (mars 2024).
Le contenu est difficilement compréhensible vu les erreurs de traduction, qui sont peut-être dues à l'utilisation d'un logiciel de traduction automatique.
 (mars 2024).
La mise en forme du texte ne suit pas les recommandations de Wikipédia : il faut le « wikifier ».
Les points d'amélioration suivants sont les cas les plus fréquents. Le détail des points à revoir est peut-être précisé sur la page de discussion.
- Les titres sont pré-formatés par le logiciel. Ils ne sont ni en capitales, ni en gras.
- Le texte ne doit pas être écrit en capitales (les noms de famille non plus), ni en gras, ni en italique, ni en « petit »…
- Le gras n'est utilisé que pour surligner le titre de l'article dans l'introduction, une seule fois.
- L'italique est rarement utilisé : mots en langue étrangère, titres d'œuvres, noms de bateaux, etc.
- Les citations ne sont pas en italique mais en corps de texte normal. Elles sont entourées par des guillemets français : « et ».
- Les listes à puces sont à éviter, des paragraphes rédigés étant largement préférés. Les tableaux sont à réserver à la présentation de données structurées (résultats, etc.).
- Les appels de note de bas de page (petits chiffres en exposant, introduits par l'outil «  Source ») sont à placer entre la fin de phrase et le point final[comme ça].
- Les liens internes (vers d'autres articles de Wikipédia) sont à choisir avec parcimonie. Créez des liens vers des articles approfondissant le sujet. Les termes génériques sans rapport avec le sujet sont à éviter, ainsi que les répétitions de liens vers un même terme.
- Les liens externes sont à placer uniquement dans une section « Liens externes », à la fin de l'article. Ces liens sont à choisir avec parcimonie suivant les règles définies. Si un lien sert de source à l'article, son insertion dans le texte est à faire par les notes de bas de page.
- La présentation des références doit suivre les conventions bibliographiques. Il est recommandé d'utiliser les modèles {{Ouvrage}}, {{Chapitre}}, {{Article}}, {{Lien web}} et/ou {{Bibliographie}}. Le mode d'édition visuel peut mettre en forme automatiquement les références.
- Insérer une infobox (cadre d'informations à droite) n'est pas obligatoire pour parachever la mise en page.

Pour une aide détaillée, merci de consulter Aide:Wikification.
Si vous pensez que ces points ont été résolus, vous pouvez retirer ce bandeau et améliorer la mise en forme d'un autre article.
Royal Match est un jeu vidéo mobile gratuit de réflexion de type tile-matching lancé le 25 février 2021. Les joueurs suivent un roi dans la restauration de son château. Il est développé et publié par la société turque Dream Games fondée en 2019. Il fonctionne grâce au moteur Unity et est disponible pour iOS via l'App Store et Android via Google Play, l'Amazon Appstore et le Galaxy Store.
Depuis juillet 2023, Royal Match est le jeu mobile le plus important en termes de revenus mensuels au monde, avec des dépenses annuelles de consommation de 2 milliards de dollars. En mars 2024, les revenus journaliers sont de 2,5 à 3 M$ en fonction des jours de la semaine. Il y a environ 55 millions d'utilisateurs actifs mensuels.

## Système de jeu

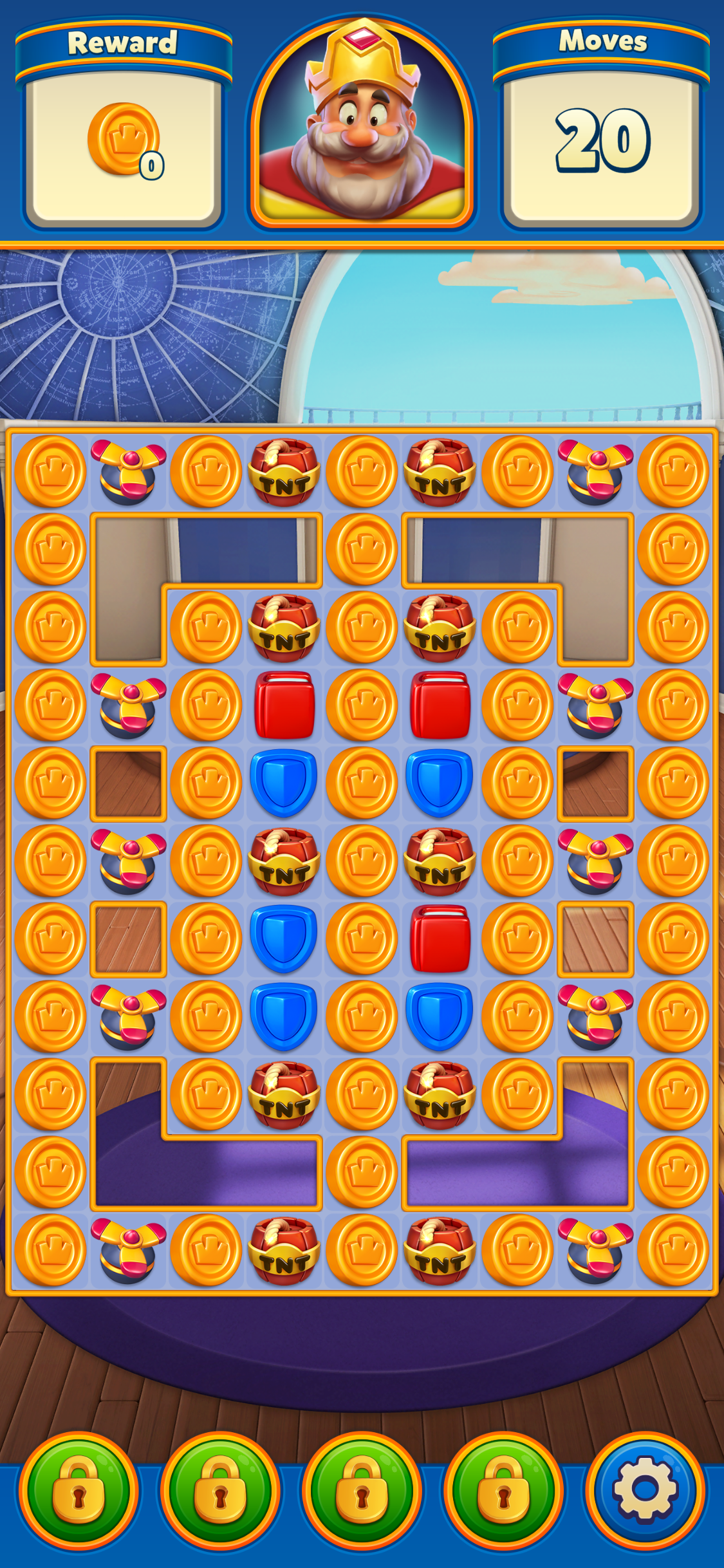
Niveau 1300, un niveau bonus

Le jeu suit le roi Robert alors qu'il aménage son château, à l'instar d'autres jeux tels que Homescapes et Gardenscapes: New Acres . Il s'agit d'un jeu de tuiles de type match-3, ce qui signifie que le joueur doit généralement terminer les niveaux en faisant correspondre selon un certain motif trois (ou plus) pions de même couleur.
Chaque partie (niveau) présente un damier de forme particulière, chaque case étant occupée soit par un pion (jusqu'à 4 couleurs différentes selon les niveaux), soit une cible, soit une arme.
Par un mouvement de glissé sur l'écran tactile, il est possible d'échanger la place de deux pions adjacents dans le sens horizontal ou vertical, si cela crée un motif.
Aligner 3 pions d'une même couleur fait disparaître simplement ces pions. Les pions du dessus "tombent" alors dans les cases libérées, et de nouveaux pions de couleur aléatoire apparaissent en haut du damier. Cela crée souvent des réactions en chaîne, puisque ce mouvement peut lui-même créer de nouveaux motif, qui disparaissent immédiatement et sont remplacés par d'autre pions qui forment un motif, etc.
Lorsque le motif dépasse 3 pions, on fait apparaître une arme (booster):  
- Flèche verticale quand on aligne 4 pions sur une ligne: la flèche permet alors d'attaquer une colonne,
- Flèche horizontale quand on aligne 4 pions sur une même colonne, qui permet d'attaquer une ligne,
- Hélice en formant un carré de 4 pions. Celui-ci permet d'attaquer la cible la plus utile (déterminé automatiquement par le jeu) quel que soit son emplacement sur le plateau,
- Bombe en formant un T ou une équerre avec 5 pions: la bombe attaque tout sur un rayon de 2 cases,
- Boule Disco en alignant 5 pions: la boule détruit toutes les pions d'une même couleur (en choisissant automatiquement la couleur la plus présente sur le plateau)
- Activer 2 boosters adjacents provoque un effet combiné;  Par exemple:
  - Bombe + Hélice déplace la bombe à l'endroit le plus importun avant l'explosion.
  - Boule Disco + bombe: chaque pion d'une couleur est transformée en bombe, puis explose. A noter que si l'on a réussi 10 niveaux consécutivement sans perdre de vies, les effets de Boule Disco + X seront quadruplés, par exemple si X est la bombe, deux couleurs de pions seront converties en bombes, et elles exploseront 2 fois.

Chaque plateau (niveau de jeu) présente aussi des cibles que le joueur doit nettoyer, tels que des vases, des œufs, des coffres-forts... Chaque type de cible doit être détruit d'une manière particulière, soit en éliminant des pions adjacents, soit en les touchant avec un booster, et cela un certain nombre de fois. Un tableau affiche le nombre de cibles de chaque sorte qu'il reste à éliminer pour finir le niveau
Le joueur doit terminer un niveau en un certain nombre de coups. S'il échoue, il perd une de ses cinq vies, qui se régénèrent au fil du temps. Il est néanmoins possible d'obtenir cinq coups supplémentaire pour finir un niveau en « payant » 900 « pièces d'or » (pièces que l'on acquiert au fil des niveaux, ou que l'on achète réellement). Le joueur en difficulté peut aussi utiliser des Boosters pour l'aider. Il n'y a pas de temps limite, et chaque niveau peut généralement se finir dans une fourchette de 1 à 5 minutes suivant la réflexion nécessaire.
Il y a deux catégories de boosters. D'une part, les boosters d'avant-jeu sont placés aléatoirement avant le début du niveau (flèches, hélices, bombes et boules disco). D'autre part, les boosters en cours jeu, qui sont utilisables pendant le niveau (ceux-ci incluent le marteau pour détruire une seule case, flèches, canons, et chapeau de bouffon pour remélanger le plateau).
Ces boosters sont gagnés par divers moyens lors du jeu, mais il est aussi possible d'en acheter. Néanmoins, si l'on a déjà l'habitude de ce genre de jeux, il est possible de réussir à passer des centaines voir des milliers de niveaux sans dépenser d'argent.
Compléter un certain nombre de niveaux permet d'acquérir un élément (meuble, décoration...) de l'endroit du château (pièce, ou partie du jardin) en cours d'aménagement. Chaque endroit est complété au bout de 50 niveaux au début, puis 100 niveaux plus loin dans le jeu. Chaque nouvel endroit fait apparaître un nouveau type de cible.
Il existe plus de 10 000 niveaux en décembre 2024, et de nouveaux sont ajoutés toutes les deux semaines. La difficulté est très progressive, et on peut donc comprendre le comportement des nouvelles cibles simplement en jouant.
Bien qu'il existe une campagne basée sur les niveaux, le Royal Match propose également des modes Tournoi, Défi et Quête, qui ne sont pas nécessaires pour progresser, mais permettent de gagner des boosters. Le jeu dispose d'un système d'équipes (jusqu'à 100 joueurs), dans lequel des récompenses sont attribués collectivement . Le jeu peut également être joué hors ligne.

## Commercialisation
Royal Match est disponible pour la première fois uniquement au Canada, en Turquie et au Royaume-Uni lors d'un test limité pour iOS et Android en juillet 2020. Lors du test, il cumule un million de téléchargements et 200 000 joueurs quotidiens en moyenne. La commercialisation de Royal Match se poursuit par un soft launch le 25 février 2021. À la mi-2021, il atteint le top 20 des jeux mobiles les plus rentables aux États-Unis, au Royaume-Uni et en Allemagne, atteignant plus de 6 millions d'utilisateurs. En août 2021, il compte 16 millions de téléchargements, le plus populaire aux États-Unis avec 28%[Quoi ?]. Le Royaume-Uni et l'Allemagne suivent avec respectivement 7,7 et 7%. Malgré son approche free-to-play, il génère 102 millions de dollars de revenus au cours de ses six premiers mois d'exploitation. Les États-Unis représentent alors 67 millions de dollars du total.
Dream Games, développeur et éditeur du jeu, a reçu un financement de 57,5 millions de dollars pour le jeu, ce qui en fait la plus grande série A jamais réalisée pour une start-up turque. Le financement est dirigé par Index Ventures, avec la contribution de Balderton Capital et Makers Fund,.

### Publicité
La première publicité télévisée est diffusée en janvier 2023, créée par l'agence de publicité britannique House 337,. Royal Match a également collaboré avec Simon Cowell pour publier des publicités le mettant en vedette. Parmi les autres célébrités qui ont réalisé des publicités pour l'application figurent Amanda Holden, Rylan Clark, Olly Murs, Stacey Solomon, Dermot O'Leary et Tess Daly.
Les publicités en ligne faisant la promotion de Royal Match ont suscité des critiques pour leur caractère trompeur, dans la mesure où elles montrent un joueur essayant (et échouant) de résoudre un niveau dans un temps limité pour sauver le roi d'une situation désastreuse. Or le jeu lui-même consiste à nettoyer des niveaux pour décorer le château, bien qu'il existe occasionnellement (tous les 50 niveaux) un niveau « Cauchemar du roi » qui met le roi en danger à moins qu'un certain nombre de pions ne soient effacés, et que seule une fraction de ces niveaux « Cauchemar » soit en temps limité.

## Réception
Laura Taranto du blog Destructor of Fun a comparé Royal Match à Toon Blast et Homescapes, affirmant que le jeu a "la vitesse, la fluidité et la palette de Toon Blast ... avec la diversité des niveaux, les boosters et la fluidité de Homescapes ". Elle affirme que les boosters sont plus efficaces que ceux des jeux développés par Playrix et King.
Erin Brereton de Common Sense Media a attribué au jeu 3/5 étoiles lors de l'examen de l'adéquation du jeu aux enfants, affirmant que les énigmes sont divertissantes mais que les achats intégrés sont très mis en avant. Le blog Old Cynic a attribué au jeu 4/5 étoiles pour son défi et sa causalité, même s'il manque cet élément stratégique à long terme qui vous aide à rester accro". L'agrégateur d'avis Explore Opinions a déclaré que le jeu avait un gameplay attrayant, des visuels attrayants et de nombreux niveaux, bien qu'il ait des pics de difficulté, peu d'options de personnalisation et quelques incitations à payer.

### Traduction
- (en) Cet article est partiellement ou en totalité issu de l’article de Wikipédia en anglais intitulé « Royal Match » (voir la liste des auteurs).